# NGC 4645
NGC 4645 је елиптична галаксија у сазвежђу Кентаур која се налази на NGC листи објеката дубоког неба.
Деклинација објекта је - 41° 44' 59" а ректасцензија 12h 44m 9,9s. Привидна величина (магнитуда) објекта NGC 4645 износи 11,8 а фотографска магнитуда 12,8. Налази се на удаљености од 36,761 милиона парсека од Сунца. NGC 4645 је још познат и под ознакама ESO 322-66, MCG -7-26-37, DCL 168, PGC 42879.